# معبد ساکسی‌هومان

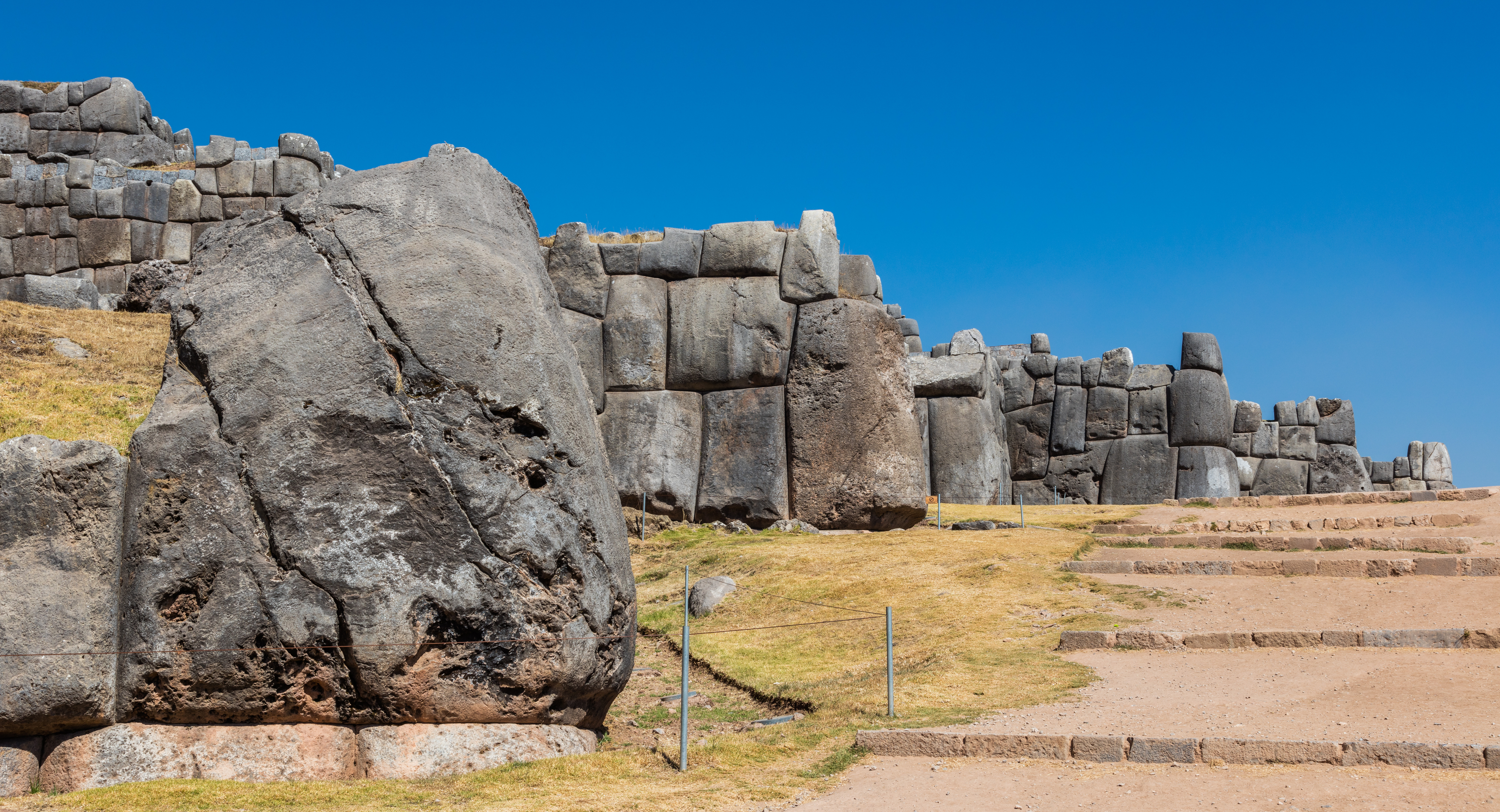
نمای جانبی دیوارهای معبد ساکسی‌هومان که جزئیات سنگ‌تراشی و زاویه دیوارها را نشان می‌دهد.

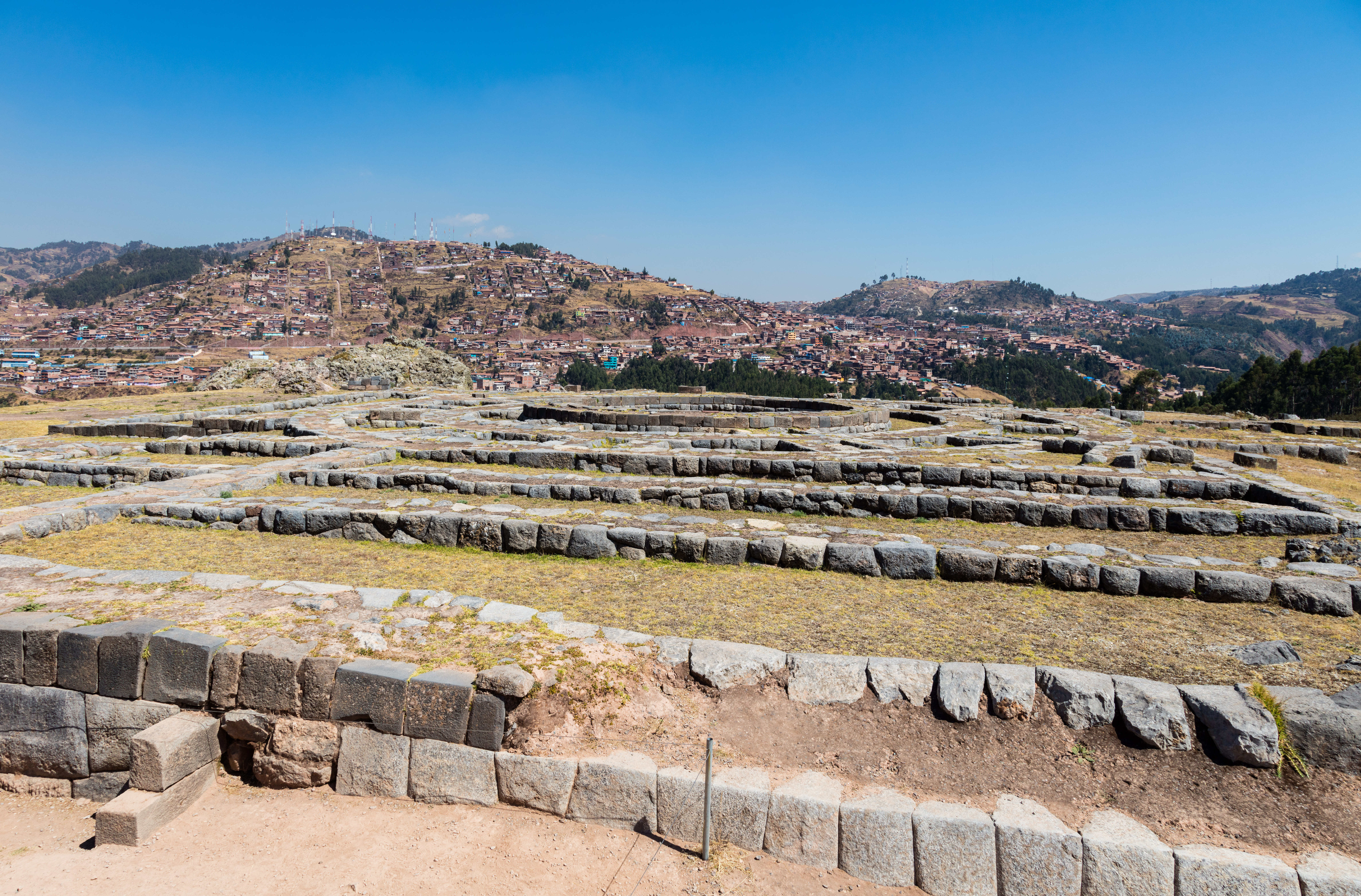
موویق مارکا

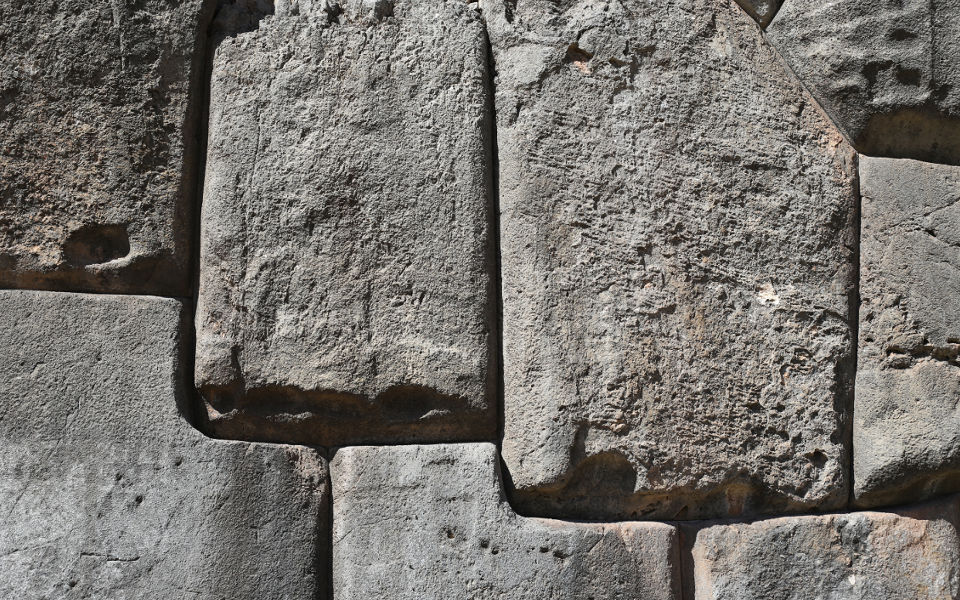
نمای نزدیک از دیوار سنگی

معبد ساکسی‌هومان، که می‌توان آن را به طرق مختلف (احتمالاً از زبان کچوا، شاهین وامان یا شاهین متغیر) خواند، یک ارگ در حومه شمالی شهر کوسکو است، پرو، پایتخت تاریخی امپراتوری اینکا می‌باشد.
این مجموعه در قرن پانزدهم توسط اینکا و به‌ویژه زیر نظر پاچاکوتی و جانشینان آن ساخته شد. این مجموعه را از دیوارهای سنگی خشک ساخته شده از سنگهای عظیم ساخته‌اند. کارگران تخته سنگ‌ها را با احتیاط برش می‌دادند تا بدون ملات محکم روی هم قرار بگیرند. ارتفاع این مکان ۳٬۷۰۱ متر (۱۲٬۱۴۲ فوت) می‌باشد.
در سال ۱۹۸۳، کوسکو و ساکسی هوامان با هم به عنوان مکان‌هایی در فهرست میراث جهانی یونسکو برای شناسایی و حمایت بین‌المللی قرار گرفتند.

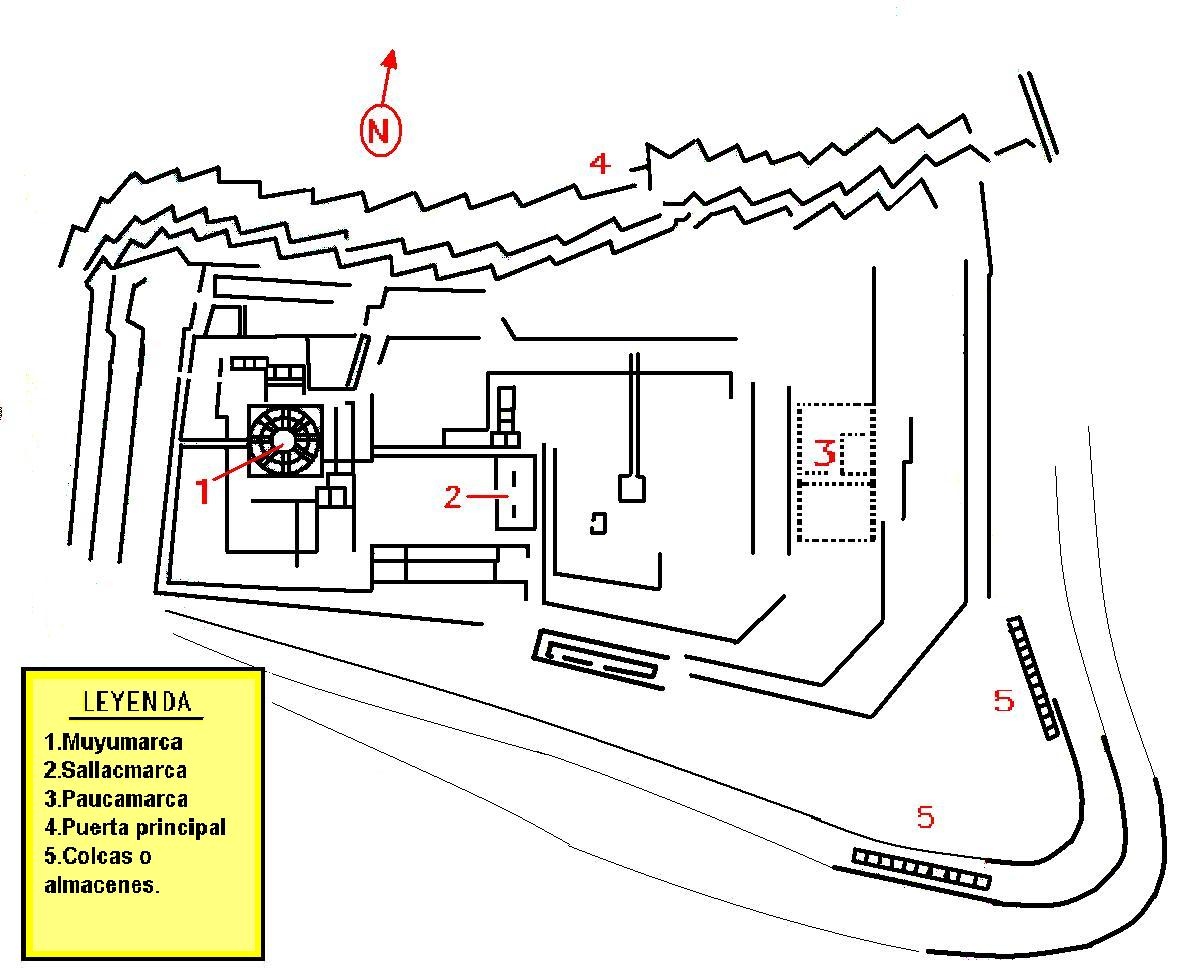
طرح معبد ساکسی‌هومان.